# Buttari
Bùttari o Buttari (in sloveno Butari) è una frazione di 43 abitanti del comune sloveno di Capodistria, nell'Istria settentrionale.
Sulla strada che dalla val Risano conduce a Portole, superato l'abitato di Gracischie (Gračišče), si trovano a destra le case di Bùttari. Questo piccolo borgo di case coloniche è situato in posizione panoramica sopra la valle del fiume Dragogna. È posto a quota 68 m, con il Dragogna che scorre nella valle alla sua destra; a sinistra si trova il paese di Toppolo sopra un poggio. Verso ovest, c'è la frazione di Soclani (Šukljani) a quota 80 m. È riparato dalla Bora dalla strada che corre a quota più elevata e la posizione felice, derivante dalla presenza di questa rotabile che conduce rapidamente verso la costa, ha rivitalizzato questa borgata, favorendo nuovi insediamenti come si nota dalle case che sono in parte ristrutturate e abitate.